# 第49回毎日王冠
第49回毎日王冠（だい49かいまいにちおうかん）は1998年10月11日に東京競馬場で開催された競馬競走である。サイレンススズカ・エルコンドルパサー・グラスワンダーの3頭が出走しており、史上最高のGIIとも評価されている。年齢は全て旧表記にて表記。

## レース施行時の状況

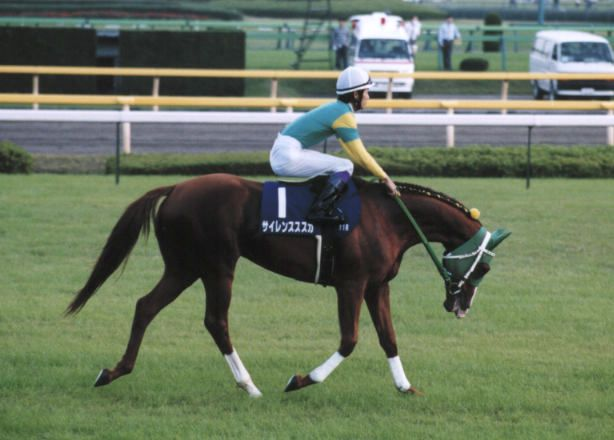
サイレンススズカ
鞍上・武豊

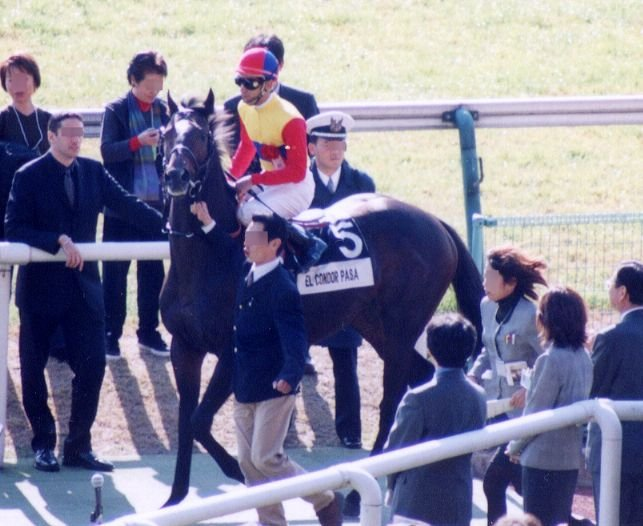
エルコンドルパサー
鞍上・蛯名正義

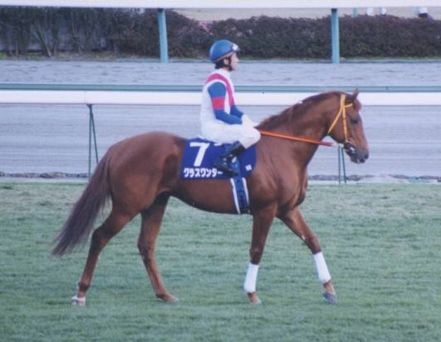
グラスワンダー
鞍上・的場均

毎日王冠は例年天皇賞（秋）やマイルチャンピオンシップ等の前哨戦として好メンバーが集まるレベルの高いレースとして知られているが、この年（1998年）は出走頭数こそ少ないものの、例年にも増して豪華な顔ぶれとなった。
この年の宝塚記念を逃げ切ったサイレンススズカ（牡5歳）は序盤からスピードの違いでハナを奪いハイペースで飛ばしながら、後半さらに瞬発力の違いで突き放すという常識破りのレースぶりでこの年に入ってから5連勝していた。この年の最大目標を天皇賞(秋)に定め、そのための秋初戦に同じ東京競馬場で行われる同競走を選択した。
前年の朝日杯3歳ステークスを無敗のまま当時の3歳レコードで圧勝し「怪物」と呼ばれた外国産馬グラスワンダー（牡4歳）は骨折で春シーズンを棒に振り、ここを復帰戦に定めてきた。
そのグラスワンダーがいないNHKマイルカップをやはり無敗で圧勝したエルコンドルパサー（牡4歳）はグラスワンダーに劣らぬ能力があると言われており、ここを秋の初戦に歩を進めてきた。
さらに、この顔ぶれの豪華さに加えて次のような背景があったことで、更に注目度が高まることとなった。
- サイレンススズカが最大目標としていた天皇賞(秋)には当時外国産馬の出走権がなく、共に外国産馬であったグラスワンダー・エルコンドルパサーと、最強古馬であったサイレンススズカがこの年直接対戦する唯一の機会と目されていた（後にサイレンススズカにはジャパンカップへの参戦予定があったことが判明しているが、同馬の得意な中距離ではなかったため、当時はこのレースがこの年最後の機会と考えられていた）。
- グラスワンダーとエルコンドルパサーの主戦騎手は奇しくも共に的場均騎手であり、同じ4歳世代の怪物のどちらを的場が選ぶのかが話題となった。結局的場はグラスワンダーを選択し、エルコンドルパサーは以後蛯名正義騎手が手綱をとることになった。

こうしたことから、このレースは全国の競馬ファンやマスコミ・評論家（井崎脩五郎の「良馬場を望む」という発言がいかにファンがこのレースを楽しみにしていたかを如実に表している）の大きな注目を集め、当日の東京競馬場には13万人というGIに匹敵する大観衆が集まった。
この年に脅威的なパフォーマンスを発揮していたサイレンススズカが出走を表明するとほとんどの馬が出走を回避したため、出走頭数は9頭。毎日王冠の出走頭数が10頭を切るというのは異例のことであった。そのような中でも、そのサイレンススズカが相手でも負けないという自信がエルコンドルパサー、グラスワンダーの両陣営にはあったものと考えられる。前述の3頭の他にはこの年の夏の鳴尾記念でエアグルーヴを撃破したサンライズフラッグなどが出走。1頭を除く8頭が重賞勝ちの実績を持っていたので出走頭数のわりにはハイレベルなメンバーが揃っていたことになる。
ちなみに同じ日の京都競馬場では第33回京都大賞典が行われ、皐月賞優勝馬セイウンスカイ・天皇賞 (春)優勝馬メジロブライト・前年の有馬記念優勝馬シルクジャスティス・GIはおろかオープン勝ちすらないもののこの年の天皇賞(春)・宝塚記念共に2着と好走を披露していたステイゴールドが出走し、こちらも高い注目を集めた。同じ開催日の2競馬場のグレードワン競走ではないメイン競走でこれだけ有力馬が顔を揃えたのは中央競馬史上でも極めて稀なことであり、そのためこのレースを実況した青嶋達也（フジテレビアナウンサー）は、レース前「西も東も今日は本当にどきどき・わくわく・そわそわ、どっちもGIIなんですがえらいことになっています」と実況し、さらに「（この3頭の直接対決は）もう2度と見られないかもしれない」と語った。皮肉にもこの発言が現実のものとなってしまう。

## 出走馬と枠順
| 枠番 | 馬番 | 競走馬名           | 性齢 | 騎手               | オッズ       | 調教師     |
| ---- | ---- | ------------------ | ---- | ------------------ | ------------ | ---------- |
| 1    | 1    | プレストシンボリ   | 騸7  | 岡部幸雄           | 64.4（8人）  | 藤沢和雄   |
| 2    | 2    | サイレンススズカ   | 牡5  | 武豊               | 1.4（1人）   | 橋田満     |
| 3    | 3    | テイエムオオアラシ | 牡6  | 福永祐一           | 55.9（7人）  | 二分久男   |
| 4    | 4    | エルコンドルパサー | 牡4  | 蛯名正義           | 5.3（3人）   | 二ノ宮敬宇 |
| 5    | 5    | ランニングゲイル   | 牡5  | 柴田善臣           | 36.7（5人）  | 加用正     |
| 6    | 6    | グラスワンダー     | 牡4  | 的場均             | 3.7（2人）   | 尾形充弘   |
| 7    | 7    | サンライズフラッグ | 牡5  | 安田康彦           | 32.9（4人）  | 安田伊佐夫 |
| 8    | 8    | ワイルドバッハ     | 牡6  | マイケル・ロバーツ | 344.1（9人） | 元石孝昭   |
| 8    | 9    | ビッグサンデー     | 牡5  | 宝来城多郎         | 46.3（6人）  | 中尾正     |

## レース展開
スタートから予想通りサイレンススズカが1000m通過57秒7のハイペースで逃げをうつ。馬群は比較的まとまっていたが、第3コーナーからグラスワンダーが徐々に進出。直線入り口でサイレンススズカに迫ったものの、出遅れていた上、故障休養明けということもあってか失速。代わって同じく位置をあげてきていたエルコンドルパサーが代わって2番手に上がるも、サイレンススズカの末脚は府中の長い直線も全く問題にせず衰えるどころか再び加速、後続馬を突き放してセーフティリードを保つとこの時点で勝負あり。エルコンドルパサーは再び広がりはじめた差を必死に縮めるものの、もはや勝負は決した後であり2馬身半の着差にするのがやっとであった。強引に勝ちに行ったグラスワンダーはサンライズフラッグ・プレストシンボリにも交わされ5着に終わった。レース後サイレンススズカの鞍上の武豊はGIIでは異例のウイニングランを行った。

## レース結果

### 全着順
| 着順 | 枠番 | 馬番 | 競走馬名           | タイム | 着差      | 上がり3ハロン |
| ---- | ---- | ---- | ------------------ | ------ | --------- | ------------- |
| 1    | 2    | 2    | サイレンススズカ   | 1.44.9 |           | 35.1          |
| 2    | 4    | 4    | エルコンドルパサー | 1.45.3 | 2 1/2馬身 | 35.0          |
| 3    | 7    | 7    | サンライズフラッグ | 1.46.2 | 5馬身     | 35.2          |
| 4    | 1    | 1    | プレストシンボリ   | 1.46.3 | 3/4馬身   | 35.6          |
| 5    | 6    | 6    | グラスワンダー     | 1.46.4 | クビ      | 36.3          |
| 6    | 8    | 9    | ビッグサンデー     | 1.46.4 | クビ      | 36.3          |
| 7    | 5    | 5    | ランニングゲイル   | 1.46.5 | クビ      | 36.2          |
| 8    | 3    | 3    | テイエムオオアラシ | 1.46.8 | 2馬身     | 36.3          |
| 9    | 8    | 8    | ワイルドバッハ     | 1.48.4 | 10馬身    | 37.6          |

### データ
| 1000m通過     | 57.7秒（サイレンススズカ）   |
| 上がり4ハロン | 47.2秒                       |
| 上がり3ハロン | 35.1秒                       |
| 上がり最速    | 35.0秒（エルコンドルパサー） |

### 払戻金
| 単勝式 | 2   | 140円 |
| 複勝式 | 2   | 100円 |
| 複勝式 | 4   | 130円 |
| 複勝式 | 7   | 280円 |
| 枠連   | 2-4 | 320円 |
| 馬連   | 2-4 | 330円 |

## 3頭のその後
このレースで4歳の無敗GI馬2頭に完勝したサイレンススズカは圧倒的本命馬として3週間後の第118回天皇賞(秋)に臨むも、4コーナー手前で突如左前脚手根骨粉砕骨折の重傷を負い、予後不良の診断が下され、安楽死処分となる悲劇に見舞われた。「2度と実現しない可能性が高い対決」というのはレース前から言われていたことであったが、同馬の死によりそれは現実のものとなってしまった。しかしその常識を超えたレース振りは、故障事故の衝撃と相まってファンの記憶に強烈に残り、今もなお日本競馬史上稀有の逃げ馬と言われている。
2着となったエルコンドルパサーは次走のジャパンカップを同期の日本ダービー馬スペシャルウィーク、年長の強豪牝馬エアグルーヴらを抑えて優勝。世代最強の座を確立した。翌年にはフランスに長期滞在しサンクルー大賞、フォワ賞にも勝利し、世界最高峰レース凱旋門賞でモンジューの2着に入るなど日本馬の海外遠征としては最上級の成績を収めた。
5着に敗れたグラスワンダーは次走のアルゼンチン共和国杯でも凡走し、「早熟」「限界」などとも囁かれたが、有馬記念で優勝し復活を果たした。翌年には宝塚記念・有馬記念で新たなライバルとして立ちはだかっていたスペシャルウィークを下してグランプリ3連覇を達成。しかしエルコンドルパサーが海外から帰国後そのまま引退したため、エルコンドルパサーとグラスワンダーの再戦の機会もこの毎日王冠以降2度となかった。
このように、いずれも競馬史上に残る名馬となった3頭が唯一相見えた一戦であったことから、このレースは史上最高のGIIと呼ばれ、伝説のレース・名勝負として今もなおファンの語り草となっている。

## テレビ・ラジオ中継
本レースのテレビ・ラジオ放送の実況担当者
- フジテレビ
  - 実況：青嶋達也
  - 解説：吉田均（競馬エイト・トラックマン）
  - パドック実況：塩原恒夫
  - パドック解説：大川慶次郎
  - 勝利ジョッキーインタビュー：三宅正治